# Иоаким и Апокалипсис
«Иоаким и Апокалипсис» — итальянский историко-духовный фильм 2024 года, снятый режиссером Джорданом Ривером и основанный на апокалипсисе, описанном мистиком Иоахим Флорский.

## Сюжет
Во время крестовых походов монашеское одеяние Иоакима стало как вторая кожа. Окутанный тьмой мира, его жизнь переплетается со сновидческими переживаниями и мистическими видениями. Река масла появляется перед его глазами. Аскет получает божественные откровения, пророчества и видения, которые может раскрыть только его сердце. Его последнее стремление — величайший вызов человечества: преодолеть апокалипсис.

## Премии и признания
- Best Script Awards (London, UK)
  - 2024 - Best Script Award
- Global Music Awards (Los Angeles, USA)
  - 2024 - Gold Medal Original Score
- Accolade Global Film Competition (Los Angeles, USA)
  - 2024 - Award of Excellence Original Score
- Your Way International Film Festival (Malta)
  - 2024 - Best Original Score
- Tracks Music Awards  (Los Angeles, USA)
  - 2024 - Best Original Score
- Septimius Awards (Amsterdam, Netherlands)
  - 2024 - Nomination Best Costume Design
  - 2024 - Nomination Best Soundtrack
  - 2024 - Nomination Best Makeup & Hairstyling
  - 2024 - Nomination Best European Actor
- Terni International Film Festival
  - 2024 - Best Film
  - 2024 - Best Photography
  - 2024 - Best Scenography
  - 2024 - Best VFX
- 78° Festival internazionale del cinema di Salerno
  - 2024 - Best Film